# Bottega Veneta
Bottega Veneta is een Italiaans luxemodehuis, opgericht in 1966 in Vicenza (Veneto). Het merk is gespecialiseerd in lederwaren, kleding, schoenen en accessoires. Bottega Veneta is vooral bekend geworden door het gebruik van het kenmerkende intrecciato-weefpatroon, een vlechttechniek waarbij smalle repen leer handmatig worden verweven. Sinds 2001 maakt het merk deel uit van het Franse luxeconcern Kering. 

## Geschiedenis
Bottega Veneta werd opgericht door Michele Taddei en Renzo Zengiaro, met als doel verfijnde handgemaakte lederwaren te produceren. De naam betekent letterlijk "Venetiaanse werkplaats". In de jaren 1970 verwierf het merk internationale bekendheid, mede dankzij een subtiele benadering van branding—de producten droegen lange tijd geen zichtbaar logo. 
In de jaren 1980 trok het merk beroemdheden aan als Andy Warhol, die ook een korte film regisseerde voor het merk. Rond 2000 verloor Bottega Veneta echter marktaandeel, waarna het in 2001 werd overgenomen door Gucci Group, dat later opging in Kering.

#### Revival onder Tomas Maier (2001–2018)
Na de overname door Gucci Group werd de Duitse ontwerper Tomas Maier aangesteld als creatief directeur. Onder zijn leiding keerde het merk terug naar de kernwaarden van vakmanschap, minimalisme en discretie. Maier herintroduceerde het intrecciato-patroon als een visueel handelsmerk, zonder zichtbare logo's. Zijn strategie resulteerde in een sterke groei van het merk.
Het intrecciato-patroon is een vlechttechniek die wordt gebruikt in de lederwaren van Bottega Veneta. Bij deze techniek worden smalle stroken leer met de hand kruislings over en onder elkaar gevlochten tot een stevig, vlak oppervlak.

#### Nieuwe creatieve richting
In 2018 werd Maier opgevolgd door Daniel Lee, voorheen werkzaam bij Céline. Lee gaf Bottega Veneta een eigentijdse en innovatieve uitstraling, wat leidde tot een verjonging van het merk en nieuwe commerciële successen, onder andere met de populaire "Pouch"-tas en "Lido"-sandalen.  In november 2021 stapte Lee onverwachts op en werd hij opgevolgd door Matthieu Blazy. In 2024 werd aangekondigd dat Blazy zou vertrekken. In dezelfde verklaring maakte Kering bekend dat Louise Trotter, voormalig creatief directeur van Carven, benoemd werd tot nieuwe creatief directeur van Bottega Veneta.